# Pier Morten
Pier Morten es un judoka, luchador canadiense, y primer cinturón negro sordociego del mundo en judo. Compitió en siete Juegos Paralímpicos, cuatro de ellos en judo y tres en lucha, y fue el abanderado de Canadá para la ceremonia de clausura en los Juegos Paralímpicos de 2000. Ganó la medalla de bronce en judo en la categoría -65   kg en 1988, 71   kg en 1992, -73   kg en 2000, y plata en el evento de lucha en la categoría -64   kg en 1984.

## Carrera
Morten ha ganado muchos premios por sus logros. Fue nombrado Atleta Discapacitado del Año de Columbia Británica en 1987 tanto por su desempeño en lucha libre como en judo, y nuevamente recibió el premio por sus resultados de judo en 2000. En 1988, se convirtió en el primero en recibir el Premio al Logro Whang Youn Dai por ejemplificar el espíritu de los Juegos Paralímpicos. También recibió el Premio Harry Jerome Comeback de Sport BC en 1998, y ganó el Premio al Atleta del Año de la Federación Internacional de Deportes para Ciegos en 2002. Fue incluido en el Salón de la Fama de la Fundación Canadiense para Personas con Discapacidad Física en 1999, y en el Salón de la Fama del Judo Canadá en 2012.
Es hermano del también paralímpico Eddie Morten y está casado con la exluchadora y actual documentalista Shelley Morten.